# Tracey Andersson
Tracey Anna Andersson, född den 5 december 1984 i Trelleborg, är en svensk släggkasterska. 

## Karriär
Andersson deltog i juniorsammanhang både vid U20-EM 2003 i Tammerfors (där hon blev utslagen i kvalet i med resultatet 55,16) och vid U23-EM 2005 i Erfurt, Tyskland (där hon kom på en tionde plats i finalen på 59,76 efter att ha kastat 61,95 i kvalet).
2006 var Tracey Andersson med i sitt första senior-EM, i Göteborg. Hon blev dock utslagen i kvalet med resultatet 58,77. Hon satte svenska rekord med 69,28 meter 2010 och fick därigenom biljett till EM 2010. Vid EM, som gick i Barcelona, tog hon sig till final och hamnade på en tiondeplats med 65,13. Andersson förbättrade det svenska rekorden med över en meter då hon den 15 april 2012 kastade 70,33 meter vid en tävling i Tjeckien. 
Under de följande åren kvalificerade hon sig för flera mästerskap, men blev sedan utslagen i kvalet. Vid EM 2012 i Helsingfors blev hon utslagen i kvalet med ett bästa kast på 66,65 meter.. Hon åkte även ut i kvalet vid VM 2013 i Moskva (61,37 meter), EM 2014 i Zürich (65,72 meter) och VM 2015 i Peking (65,99 meter). Vid EM 2016 i Amsterdam gick det bättre då Andersson på elfte plats efter att ha kastat 67,08 m (68,08 i kvalet).
Andersson belönades år 2011 med Stora grabbars och tjejers märke nummer 510.

## Resultatutveckling
| Årtal | Längd | Ref          |
| ----- | ----- | ------------ |
| 1999  | 34,75 | [ 1 ]        |
| 2000  | 35,96 | [ 1 ]        |
| 2001  | 45,83 | [ 1 ]        |
| 2002  | 51,80 | [ 1 ]        |
| 2003  | 57,10 | [ 1 ]        |
| 2004  | 60,48 | [ 30 ] [ 1 ] |
| 2005  | 64,85 | [ 30 ] [ 1 ] |
| 2006  | 65,48 | [ 30 ] [ 1 ] |
| 2007  | 63,90 | [ 30 ]       |
| 2008  | 65,24 | [ 30 ]       |
| 2009  | 67,99 | [ 30 ]       |
| 2010  | 69,28 | [ 30 ]       |
| 2011  | 68,61 | [ 30 ]       |
| 2012  | 70,33 | [ 30 ]       |
| 2013  | 70,82 | [ 30 ]       |
| 2014  | 70,51 | [ 30 ]       |
| 2015  | 69,23 | [ 30 ]       |
| 2016  | 70,99 | [ 30 ]       |
| 2017  | 61,27 | [ 30 ]       |
| 2018  | 67,06 | [ 30 ]       |
| 2019  | 67,42 | [ 30 ]       |

## Personliga rekord
| Utomhus - Stav – 3,10 (Vellinge, Sverige 27 maj 2000) - Kula – 11,76 (Jönköping, Sverige 16 maj 2010) - Kula – 10.85 (Göteborg, Sverige 11 oktober 2018) - Diskus – 39,17 (Eslöv, Sverige 12 maj 2002) - Diskus – 28,65 (Göteborg, Sverige 14 september 2019) - Slägga – 70,99 (Bottnaryd, Sverige 19 juni 2016) - Spjut – 21,12 (Göteborg, Sverige 14 september 2019) | Inomhus - Kula – 12,52 (Malmö, Sverige 14 februari 2004) - Viktkastning 9,08 kg – 21,14 (Norrköping, Sverige 15 februari 2013) - Viktkastning 10 kg – 18,18 (Göteborg, Sverige 24 februari 2007) |

1. 1 2 3  Bästaresultat fram till år 2006

### Fotnoter
1. 1 2 3 4 5 6 7 8 9 10 11 12 13 14 15  ”SWEDISH TEAM Media Guide. European Athletics Championships, Göteborg 2006.” (på engelska). friidrott.se. Arkiverad från originalet den 4 juni 2012. https://web.archive.org/web/20120604124725/http://www.friidrott.se/press/emguide_06.aspx. Läst 10 december 2016.
2. ↑  ”Tävlingsårsskiftesövergångar 1 december 2005”. friidrott.se. 5 oktober 2005. Arkiverad från originalet den 16 november 2016. https://web.archive.org/web/20161116015052/http://www.friidrott.se/forbundsinfo/overgangar/arsskiftet0506.aspx. Läst 10 december 2016.
3. ↑  ”Tävlingsårsskiftesövergångar 1 december 2003”. friidrott.se. 5 november 2003. Arkiverad från originalet den 20 december 2016. https://web.archive.org/web/20161220142305/http://www.friidrott.se/forbundsinfo/overgangar/Arsskifte0304.aspx. Läst 10 december 2016.
4. ↑  ”Tävlingsårsskiftesövergångar 15 november 2010”. friidrott.se. 23 oktober 2010. Arkiverad från originalet den 21 november 2016. https://web.archive.org/web/20161121045955/http://www.friidrott.se/forbundsinfo/overgangar/arsskifte1011.aspx. Läst 10 december 2016.
5. 1 2  Wiger 2006, s. 232.
6. ↑  ”Stora SM 2006, dag 3”. turebergfriidrott.se. http://turebergfriidrott.se/statistik/SM2006/2006_ressond.htm. Läst 19 april 2013.
7. ↑  ”Stora SM 2007”. trackandfield.se. Arkiverad från originalet den 4 maj 2013. https://archive.is/20130504152109/http://www.proteamonline.se/storage/customers/978/editor/resultat%20sm%20i%20friidrott%202007.html. Läst 19 april 2013.
8. ↑  ”Stora SM 2008, dag 3”. trackandfield.se. Arkiverad från originalet den 24 augusti 2010. https://web.archive.org/web/20100824041425/http://www.trackandfield.se/Resultat/2008/080803.htm. Läst 20 maj 2013.
9. ↑  ”Stora SM 2009”. Arkiverad från originalet den 13 december 2009. https://archive.is/20091213202749/http://88.131.109.176/folksam/sm09/resultat.php. Läst 23 april 2013.
10. ↑  ”Stora SM 2010, dag 4”. trackandfield.se. Arkiverad från originalet den 27 september 2013. https://web.archive.org/web/20130927090733/http://www.trackandfield.se/resultat/2010/100822.htm. Läst 2 september 2013.
11. ↑  ”Stora SM 2011, dag 4” (htm). trackandfield.se. http://www.trackandfield.se/resultat/2011/110814.htm. Läst 17 april 2013.
12. ↑  ”Stora SM 2012, dag 3”. swedishtiming.se. Arkiverad från originalet den 15 december 2012. https://web.archive.org/web/20121215070334/http://www.swedishtiming.se/resultat/120826.htm. Läst 16 april 2013.
13. ↑  ”Stora SM 2013, dag 3”. trackandfield.se. Arkiverad från originalet den 3 september 2013. https://web.archive.org/web/20130903075045/http://www.trackandfield.se/resultat/2013/130831.htm. Läst 2 september 2013.
14. ↑  ”Stora SM 2014, dag 3” (htm). trackandfield.se. http://www.trackandfield.se/resultat/2014/140803.htm. Läst 21 oktober 2014.
15. ↑  ”Stora SM 2015, dag 2”. trackandfield.se. http://www.trackandfield.se/resultat/2015/150808.htm. Läst 31 oktober 2015.
16. ↑  ”Stora SM 2016”. Arkiverad från originalet den 23 augusti 2017. https://web.archive.org/web/20170823210252/http://212.247.216.72/friidrott/sm16/Resultat.php. Läst 1 november 2016.
17. ↑  ”Friidrotts-SM 2019 Karlstad”. Arkiverad från originalet den 2 september 2019. https://web.archive.org/web/20190902083413/http://212.247.216.72/friidrott/sm19/result_t.php. Läst 17 september 2019.
18. ↑  ”Resultat: Friidrotts-SM, Uppsala 14‐16.8.20”. friidrottsstatistik.se. https://www.friidrottsstatistik.se/resultsswe.php?CID=12968582&Season=2020. Läst 1 september 2020.
19. ↑  ”Friidrotts-SM, Borås 27-29.8.21”. friidrottsstatistik.se. https://www.friidrottsstatistik.se/resultsswe.php?CID=12994166&Season=2021. Läst 29 augusti 2021.
20. ↑  ”Stora inne-SM 2004, resultat” (htm). goteborgfriidrott.se. Arkiverad från originalet den 12 november 2016. https://web.archive.org/web/20161112141637/http://www.goteborgfriidrott.se/globalassets/goteborgs-friidrottsforbund/dokument/resultat-och-statistik/resultatarkiv/2006-o-tidigare/040222ism.htm. Läst 21 april 2015.
21. ↑  ”Stora inne-SM 2007, resultat” (htm). idrottonline.se. http://idrottonline.se/SvenskaFriidrottsforbundet/globalassets/goteborgs-friidrottsforbund/dokument/resultat-och-statistik/resultatarkiv/2007/070225ism.htm. Läst 12 april 2015.
22. ↑  ”Stora inne-SM 2008, resultat” (pdf). mai.se. Arkiverad från originalet den 14 april 2015. https://web.archive.org/web/20150414002300/http://www.mai.se/resultat/resultat_inne-sm_2008.pdf. Läst 11 april 2015.
23. ↑  ”Stora inne-SM 2009 dag 2, resultat”. ism2009.se. Arkiverad från originalet den 11 augusti 2010. https://web.archive.org/web/20100811153312/http://www.ism2009.se/filer/resultat_dag2.html. Läst 17 juli 2012.
24. ↑  ”Stora inne-SM 2010 dag 2, resultat”. friidrott.stockholm.se. http://www.friidrott.stockholm.se/ISM2010/Page.asp?PageIdentifier=RESSONDAG. Läst 19 juli 2012.
25. ↑  ”Stora inne-SM 2011 dag 1, resultat”. trackandfield.se. http://www.trackandfield.se/resultat/2011/110226.htm. Läst 19 juli 2012.
26. ↑  ”Stora inne-SM 2013, resultat”. trackandfield.se. http://www.trackandfield.se/Resultat/2013/130215.htm. Läst 18 februari 2013.
27. ↑  ”Stora inne-SM 2014 dag 1, resultat”. trackandfield.se. http://www.trackandfield.se/resultat/2014/140222.htm. Läst 14 januari 2015.
28. ↑  ”Stora inne-SM 2016, resultat”. livetiming.se. http://livetiming.se/track/ism16/. Läst 26 maj 2016.
29. ↑  ”Inomhus-SM 2019”. liveresults.se. https://liveresults.se/competition/inomhus-sm-2019?tab=results. Läst 17 februari 2019.
30. 1 2 3 4 5 6 7 8 9 10 11 12 13 14 15 16 17 18 19 20 21 22  ”Personsida hos IAAF” (på engelska). iaaf.org. https://www.iaaf.org/athletes/sweden/tracey-andersson-201492. Läst 11 oktober 2019.
31. ↑  Sveriges befolkning
1990:
Andersson, Tracey Anna
32. ↑  ”European Athletics U20 Championships - Tampere 2003” (på engelska). european-athletics.org. http://www.european-athletics.org/competitions/european-athletics-u20-championships/history/year=2003/results/. Läst 10 december 2016.
33. ↑  ”European Athletics U23 Championships - Erfurt 2005” (på engelska). european-athletics.org. http://www.european-athletics.org/competitions/european-athletics-u23-championships/history/year=2005/results/index.html. Läst 21 oktober 2017.
34. ↑  ”European Athletics Championships - Göteborg 2006” (på engelska). european-athletics.org. http://www.european-athletics.org/competitions/european-athletics-championships/history/year=2006/results/. Läst 10 december 2016.
35. ↑  ”Andersson till EM efter rekordkast”. Sveriges television. http://www.svt.se/sport/artikel/andersson-till-em-efter-rekordkast/. Läst 27 juli 2010.
36. ↑  ”European Athletics Championships - Barcelona 2010” (på engelska). european-athletics.org. http://www.european-athletics.org/competitions/european-athletics-championships/history/year=2010/results/index.html. Läst 6 april 2017.
37. ↑  ”European Athletics Championships - Helsinki 2012” (på engelska). european-athletics.org. http://www.european-athletics.org/competitions/european-athletics-championships/history/year=2012/results/index.html. Läst 2 april 2017.
38. ↑  ”IAAF World Championships Moscow (Rus) 10 - 18 August 2013” (på engelska) (pdf). iaaf.org. https://media.aws.iaaf.org/competitiondocuments/pdf/4873/Overall-ResultsSet.pdf?v=1090371156. Läst 11 januari 2017.
39. ↑  ”European Athletics Championships - Zürich 2014” (på engelska). european-athletics.org. http://www.european-athletics.org/competitions/european-athletics-championships/history/year=2014/results/index.html. Läst 29 mars 2017.
40. ↑  ”EM2: Alexanders näst bästa”. friidrott.se. 13 augusti 2014. Arkiverad från originalet den 24 februari 2017. https://web.archive.org/web/20170224212708/http://www.friidrott.se/nyheter.aspx?id=17034. Läst 29 mars 2017.
41. ↑  ”Hammer Throw Women 15th IAAF World Championships Beijing (National Stadium), PR of China 22 Aug 2015 - 30 Aug 2015” (på engelska). iaaf.org. https://www.iaaf.org/results/iaaf-world-championships-in-athletics/2015/15th-iaaf-world-championships-4875/women/hammer-throw/qualification/result. Läst 9 januari 2017.
42. ↑  ”European Athletics Championships - Amsterdam 2016” (på engelska). european-athletics.org. http://www.european-athletics.org/competitions/european-athletics-championships/history/year=2016/results/. Läst 29 december 2016.
43. ↑  ”friidrott.se:s Stora Grabbar-sida”. friidrott.se. Arkiverad från originalet den 31 mars 2016. https://web.archive.org/web/20160331202525/http://www.friidrott.se/historik/storagrabbar.aspx. Läst 11 november 2016.
44. ↑  ”Stora grabbars märke”. storagrabbar.se. http://www.storagrabbar.se/grabbar_11.html. Läst 11 november 2016.
45. 1 2 3 4  ”Personsida på European Athletics' webbplats” (på engelska). european-athletics.org. http://www.european-athletics.org/athletes/group=a/athlete=133247-andersson-tracey/index.html. Läst 11 oktober 2019.